# Scopalio
Scopalio verrens es una especie de araña araneomorfa de la familia Clubionidae. Es el único miembro del género monotípico Scopalio. Se encuentra en Borneo y en las islas de Sabah y Kalimantan en Indonesia.